# 三代大訓
三代 大訓（みしろ ひろのり、1994年11月13日 - ）は、日本のプロボクサー。島根県松江市出身。横浜光ボクシングジム所属。第44代OPBF東洋太平洋スーパーフェザー級王者。第65代日本ライト級王者。
松江市観光大使。入場曲は「ギンギラギンにさりげなく」。かつてはワタナベボクシングジムに所属していた。

## 来歴
アマチュア時代には松江工業高校3年時にライト級でインターハイベスト8に入る。
その後中央大学のボクシング部で主将を務めた。
アマチュアで57戦41勝（4KO）16敗のキャリアを積みプロに転向、B級でデビューした。
2017年3月28日、後楽園ホールでタイのパランペッチ・シスパーサクとスーパーフェザー級6回戦を行い、1回2分11秒TKO勝ちを収めデビュー戦を白星で飾った。
2017年6月27日、敵地フィリピン・マニラで、パブリト・カナダ（フィリピン）と60.0Kg契約の4回戦を行い、3-0の判定勝ちを収めた。
2017年7月23日、後楽園ホールでソムサックチャイ・ソーソーナロンと60.5kg契約5回戦を行い、3回1分35秒TKO勝ちを収めた。
2017年10月16日、DANGANA級トーナメントスーパーフェザー級にエントリーし、後楽園ホールで仲里周磨と準決勝6回戦を行い、ダウンの応酬となる戦いを制し3-0の判定勝ちを収めた。
2018年1月13日、後楽園ホールでDANGANA級トーナメントスーパーフェザー級決勝を正木脩也と行い、3-0の判定勝ちを収めトーナメントを制した。
この試合が評価され月間敢闘賞受賞。
2018年6月20日、6月末で閉鎖となるディファ有明の最後のボクシング興行メイン、OPBF東洋太平洋スーパーフェザー級タイトルマッチ12回戦で王者カルロ･マガリに12回2-1判定勝ち。
プロデビュー6戦目でのベルト獲得に成功、島根県出身者として初のOPBF王座獲得となった。
2018年10月6日、後楽園ホールにて日本王者の末吉大と日本&OPBF東洋太平洋スーパーフェザー級王座統一12回戦を行い、ジャッジ三者三様のドローで日本タイトル獲得逃すもOPBF王座の初防衛に成功、この試合は年間最高試合(国内戦)の候補にノミネートされるも受賞を逃した。
2019年3月27日、後楽園ホールにて、元WBOアジアパシフィック同級王者渡邊卓也と対戦し、3-0（115-111、116-112、117-111） の判定勝ちで2回目の防衛に成功。なお、この試合が国内で開催される平成最期のOPBF東洋太平洋タイトルマッチ日本人対決となった。初の月間MVP受賞。
2019年7月27日、後楽園ホールで元OPBF東洋太平洋フェザー級王者でOPBF東洋太平洋スーパーフェザー級10位の竹中良と対戦し、8回1分56秒KO勝ちを収め、3度目の防衛に成功した。2戦連続の月間MVP獲得。
2019年12月10日、後楽園ホールで元日本スーパーフェザー級ユース王者でOPBF東洋太平洋同級6位の木村吉光と対戦し、12回2-1（114-113×2、113-114）で判定勝ちを収め、4度目の防衛に成功した。
2020年8月22日、後楽園ホールでDANGAN主催のはじめの一歩30周年記念フェザー級トーナメント決勝後のイベントとして挑戦者の一般人との3Rのスパーリングを行った。
2020年12月26日、墨田区総合体育館で元WBOスーパーフェザー級王者伊藤雅雪とライト級10回戦を行い、10回2-0（96-94×2、95-95）で判定勝ちを収めた。この試合は当初11月5日の予定だったが伊藤の急病のために延期になっていた。
2021年3月21日、中央大学学員会会長賞を授与。
2021年3月25日付で、OPBF東洋太平洋スーパーフェザー級王座を返上した。
2021年12月2日、後楽園ホールにて元日本ライト級王者西谷和宏と60.5kg契約8回戦を行い、2度のダウンを奪う6回TKO勝利を収めた。
2022年5月11日、オーストラリアニューカッスルでフランシス・チュアとノンタイトル7回戦を行い、7回2-1で判定勝ちを収めた。
2023年2月27日、ワタナベジムから横浜光ジムへ同月25日付で移籍したことが発表された。
2023年4月15日、韓国仁川のTBプロモーション興行で誼敏虎とライト級8回戦で対戦し、プロ初黒星となる5回1分28秒負傷判定負けを喫した。
2023年8月17日、後楽園ホールで開催された「DANGAN日中対抗戦」にて、盛勇超とライト級8回戦で対戦し、8回3-0（77-75、78-74、79-73）判定勝ちを収めた。
2023年11月4日、後楽園ホールで日本ライト級2位の浦川大将と日本タイトル挑戦者決定戦で対戦し、8回3-0（78-74、79-73×2）判定勝ちを収め、日本ライト級王者の仲里周磨への挑戦権獲得に成功した。
2024年4月9日、後楽園ホールで日本ライト級王者の仲里周磨と6年5ヶ月ぶりに再戦し、10回3-0（96-94×2、97-93）の判定勝ちを収め王座獲得に成功した。
2024年12月7日、後楽園ホールで元日本フェザー級王者で3位の丸田陽七太と日本ライト級タイトルマッチで対戦し、6回終了後の丸田の棄権によるTKOで勝利し、2度目の防衛に成功した。
2025年3月18日、同日付で日本ライト級王座を返上した。なお、この王座返上は同年6月14日にニューヨークで行われるIBF世界同級5位の三代と同級3位のアンディ・クルスとのIBF世界同級挑戦者決定戦が内定したことによるものである。
2025年6月14日、ニューヨークのマディソン・スクエア・ガーデン・シアターでリチャードソン・ヒッチンズ対ジョージ・カンボソス・ジュニアの前座ならびに初の海外戦としてIBF世界ライト級3位のアンディ・クルスとIBF世界同級挑戦者決定戦を行うも、3回に2度もダウンを奪われレフェリーストップで5回1分13秒TKO負けを喫し同年6月9日に前王者ワシル・ロマチェンコの現役引退に伴い暫定王座から正規王座に昇格したばかりの王者レイモンド・ムラタラへの挑戦権を獲得できなかった。なお、この試合は日本ではクルスがプロモート契約しているマッチルーム・スポーツ・USAの試合を配信しているDAZNにて配信された。

## 戦績
- アマチュアボクシング：57戦 41勝 (4KO・RSC) 16敗
- プロボクシング：20戦 17勝 (6KO) 2敗 1分

| 戦           | 日付           | 勝敗 | 時間    | 内容         | 対戦相手                         | 国籍           | 備考                                             |
| ------------ | -------------- | ---- | ------- | ------------ | -------------------------------- | -------------- | ------------------------------------------------ |
| 1            | 2017年3月28日  | ☆    | 1R 2:11 | TKO          | パランペッチ・シスパーサク       | タイ           | プロデビュー戦                                   |
| 2            | 2017年6月27日  | ☆    | 6R      | 判定 3-0     | パブリト・カナダ                 | フィリピン     |                                                  |
| 3            | 2017年7月23日  | ☆    | 3R 1:34 | TKO          | ソムサックチャイ・ソーソーナロン | タイ           |                                                  |
| 4            | 2017年10月16日 | ☆    | 6R      | 判定 3-0     | 仲里周磨（ナカザト）             | 日本           |                                                  |
| 5            | 2018年1月13日  | ☆    | 8R      | 判定 3-0     | 正木脩也（帝拳）                 | 日本           | 2017年度A級トーナメントスーパーフェザー級決勝    |
| 6            | 2018年6月20日  | ☆    | 12R     | 判定 2-1     | カルロ・マガリ                   | フィリピン     | OPBF東洋太平洋スーパーフェザー級タイトルマッチ   |
| 7            | 2018年10月6日  | △    | 12R     | 判定 1-1     | 末吉大（帝拳）                   | 日本           | 日本・OPBFスーパーフェザー級王座統一戦 OPBF防衛1 |
| 8            | 2019年3月27日  | ☆    | 12R     | 判定 3-0     | 渡邉卓也（青木）                 | 日本           | OPBF防衛2                                        |
| 9            | 2019年7月27日  | ☆    | 8R 1:56 | KO           | 竹中良（三迫）                   | 日本           | OPBF防衛3                                        |
| 10           | 2019年12月10日 | ☆    | 12R     | 判定 2-1     | 木村吉光（白井・具志堅）         | 日本           | OPBF防衛4                                        |
| 11           | 2020年12月26日 | ☆    | 10R     | 判定 2-0     | 伊藤雅雪（横浜光）               | 日本           |                                                  |
| 12           | 2021年12月2日  | ☆    | 6R 2:01 | TKO          | 西谷和宏（VADY）                 | 日本           |                                                  |
| 13           | 2022年5月11日  | ☆    | 7R      | 判定 2-1     | フランシス・チュア               | オーストラリア |                                                  |
| 14           | 2023年4月15日  | ★    | 5R 1:28 | 負傷判定 0-3 | 誼敏虎                           | 韓国           |                                                  |
| 15           | 2023年8月17日  | ☆    | 8R      | 判定 3-0     | 盛勇超                           | 中華人民共和国 |                                                  |
| 16           | 2023年11月4日  | ☆    | 8R      | 判定 3-0     | 浦川大将（帝拳）                 | 日本           | 日本ライト級挑戦者決定戦                         |
| 17           | 2024年4月9日   | ☆    | 10R     | 判定 3-0     | 仲里周磨（オキナワ）             | 日本           | 日本ライト級タイトルマッチ                       |
| 18           | 2024年8月16日  | ☆    | 6R 0:31 | TKO          | 宮本知彰（一力）                 | 日本           | 日本王座防衛1                                    |
| 19           | 2024年12月7日  | ☆    | 6R 終了 | TKO          | 丸田陽七太（森岡）               | 日本           | 日本王座防衛2                                    |
| 20           | 2025年6月14日  | ★    | 5R 1:13 | TKO          | アンディ・クルス                 | キューバ       | IBF世界ライト級挑戦者決定戦                      |
| テンプレート |                |      |         |              |                                  |                |                                                  |

## 獲得タイトル
- 2017年度A級トーナメントスーパーフェザー級 優勝
- 2020年プロボクシング年間表彰　新鋭賞
- 第44代OPBF東洋太平洋スーパーフェザー級王座（防衛4=返上）
- 第65代日本ライト級王座（防衛2=返上）

## 受賞
- プロ・アマチュア年間表彰
  - 20年度プロボクシング部門 新鋭賞[29]